# Ruth Osburn
Ruth Osburn (Estados Unidos, 24 de abril de 1912-8 de enero de 1994) fue una atleta estadounidense, especialista en la prueba de lanzamiento de disco en la que llegó a ser subcampeona olímpica en 1932.

## Carrera deportiva
En los JJ. OO. de Los Ángeles 1932 ganó la medalla de plata en el lanzamiento de disco, llegando hasta los 40.12 metros, siendo superada por su compatriota Lillian Copeland que con 40.58 metros batió el récord olímpico, y por delante de la polaca Jadwiga Wajs (bronce con 38.74 m).